# 小行星8053
小行星8053（英語：8053 Kleist）是一颗围绕太阳公转的小行星。1960年9月25日，C. J. 万·豪敦、I. 万·豪敦-格勒内费尔德、T. 赫雷爾斯在帕洛马山发现了此天体。
这颗小行星的绝对星等为262.13949等。